# Passendorf (Gemeinde Pulkau)
Passendorf ist eine Ortschaft und eine Katastralgemeinde der Stadtgemeinde Pulkau im Bezirk Hollabrunn in Niederösterreich. Die Ortschaft hat 9 Einwohner (Stand 1. Jänner 2024). Bis Ende 1967 war Passendorf eine eigenständige Gemeinde.

## Geografie
Das vom Passendorfer Bach durchflossene, im Nordwesten von Pulkau liegende Dorf ist nur über Nebenstraßen erreichbar und bildet das nordwestliche Ende des Gemeindegebietes.

## Geschichte
Laut Adressbuch von Österreich waren im Jahr 1938 in der Ortsgemeinde Passendorf ein Gastwirt, eine Milchgenossenschaft und mehrere Landwirte ansässig.
Mit 1. Jänner 1968 wurden im Zuge der Niederösterreichischen Kommunalstrukturverbesserung die bis dahin selbständigen Gemeinden Passendorf, Großreipersdorf und Rafing nach Pulkau eingemeindet.